# Basilika San Francisco (Quito)

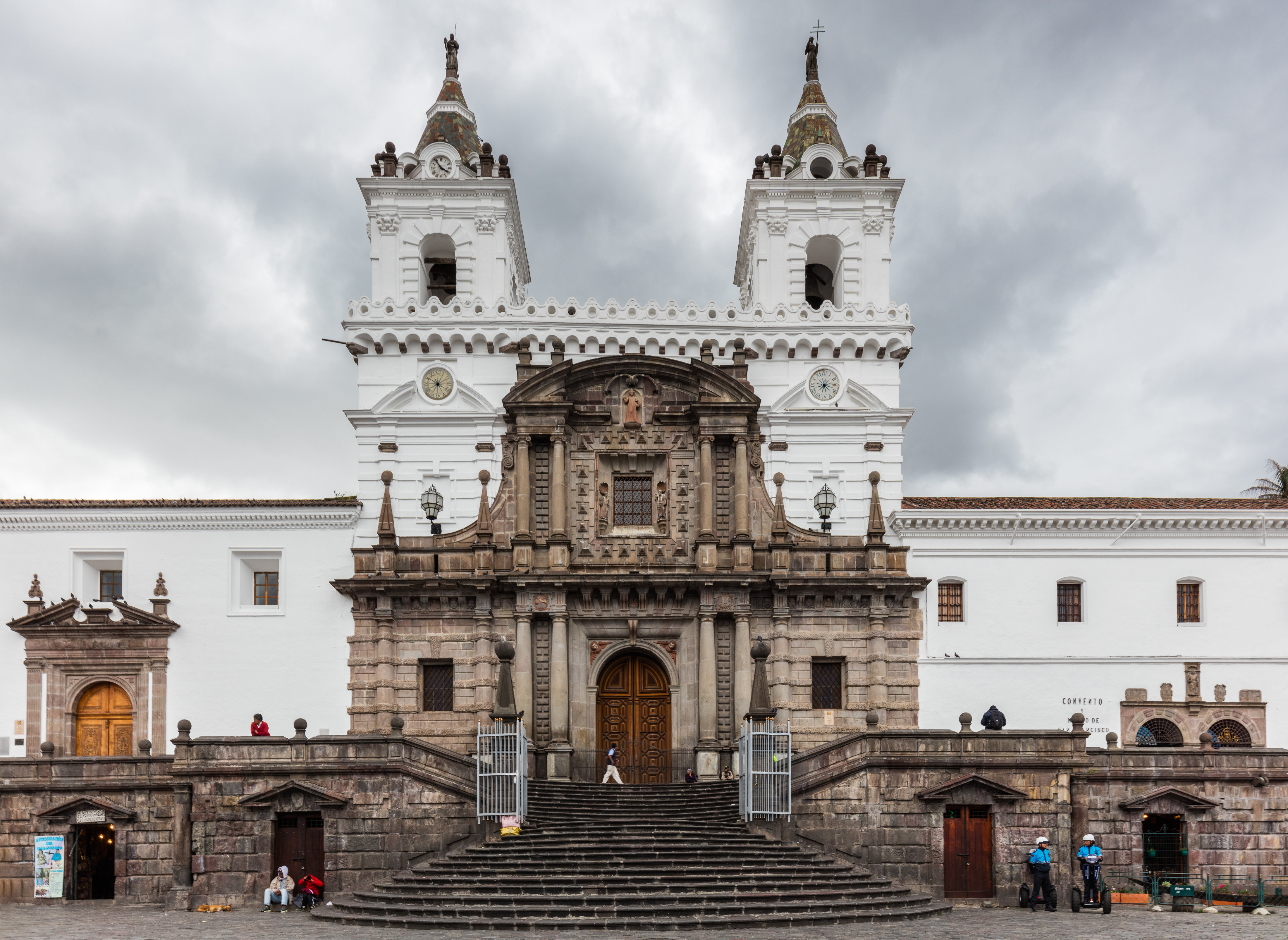
Fassade der Basilika

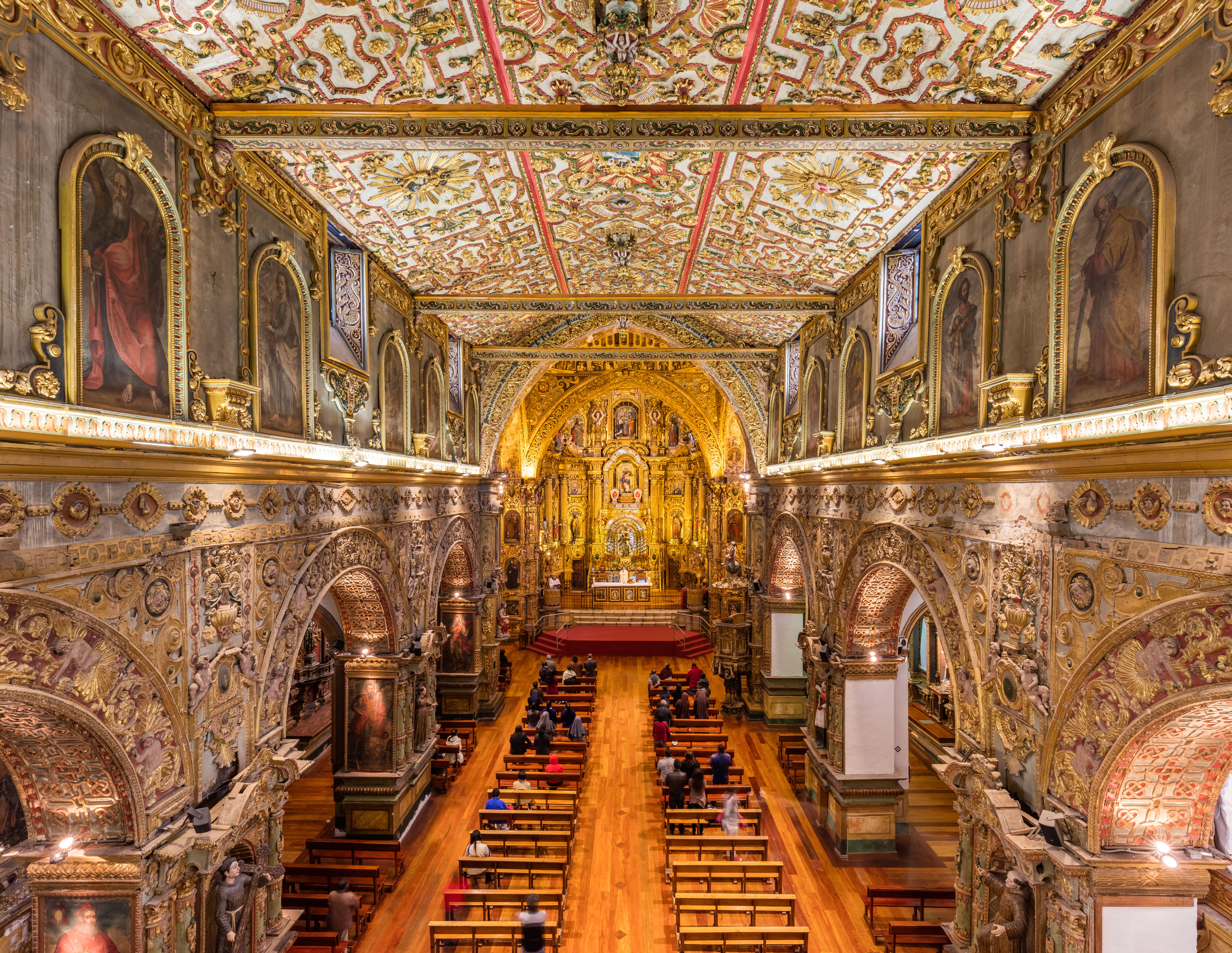
Innenraum

Die Basilika San Francisco (spanisch Basílica de San Francisco) ist der bedeutendste Teil des Franziskanerklosters El San Francisco von Quito, der Hauptstadt Ecuadors. Der Komplex an der Plaza de San Francisco im Zentrum der Stadt stammt aus dem 16. Jahrhundert und ist mit seiner imposanten Struktur das größte architektonische Ensemble unter den historischen Strukturen des kolonialen Lateinamerikas. Als Teil der Altstadt von Quito gehört er zum UNESCO-Welterbe. Die Basilika gehört zum römisch-katholischen Erzbistum Quito und trägt den Titel einer Basilica minor. Die barocke Kirche beherbergt das Pilgerziel der 1734 geschaffenen Jungfrau von Quito.

## Geschichte
Mit der Unterstützung europäischer Franziskaner erwarben der flämische Pater Joost de Rijcke, auf Spanisch als Jodoco Ricke bekannt, und Pater Pedro Gosseal, die zwei Jahre nach der Gründung in der Stadt ankamen, Land auf der Westseite des Hauptplatzes der Stadt. Auf diesem Grundstück befand sich ursprünglich der vor der Eroberung der Stadt niedergebrannte Palast des Inka-Herrschers Atahualpa (1497–1533). Es war nicht nur ein Marktzentrum für einheimische Ecuadorianer, sondern auch der Sitz der militärischen Sitze der Häuptlinge der indigenen Armeen. Damit hatte der Ort eine enorme Bedeutung für die Ureinwohner, die die Franziskaner evangelisieren wollten.
Der Bau des Klosters begann 1537, nur wenige Jahre nach der Stadtgründung 1534. Die Architekten sind nur teilweise bekannt, die Pläne könnten auch aus Europa stammen. An der Kirche wirkten Jorge de la Cruz Mitima und sein Sohn Francisco Morocho. Der Kirchbau wurde ungefähr 1680 vollendet. Durch Erdbeben brachen 1755 die Mudéjar-Kassettendecken ein und 1868 stürzten die Spitzen der Kirchtürme ein.
1965 verlieh Papst Paul VI. der Kirche den Rang einer Basilica minor. 1978 wurde die Kirche als Teil der Altstadt von Quito in das UNESCO-Welterbe aufgenommen. 1985 besuchte Papst Johannes Paul II. die Basilika, 2015 ebenso Papst Franziskus. Die Kirche wurde zwischen 2000 und 2010 einer umfassenden Renovierung unterzogen.

## Architektur
Der ganz besondere Stil der Kirche entwickelte sich während der 150 Jahre Bauzeit (1534–1680) aus einer Mischung von spanischen und indigenen Elementen und wurde ausgelöst durch architektonische Entwicklungen und die Wiederaufbauten nach Erdbeben.

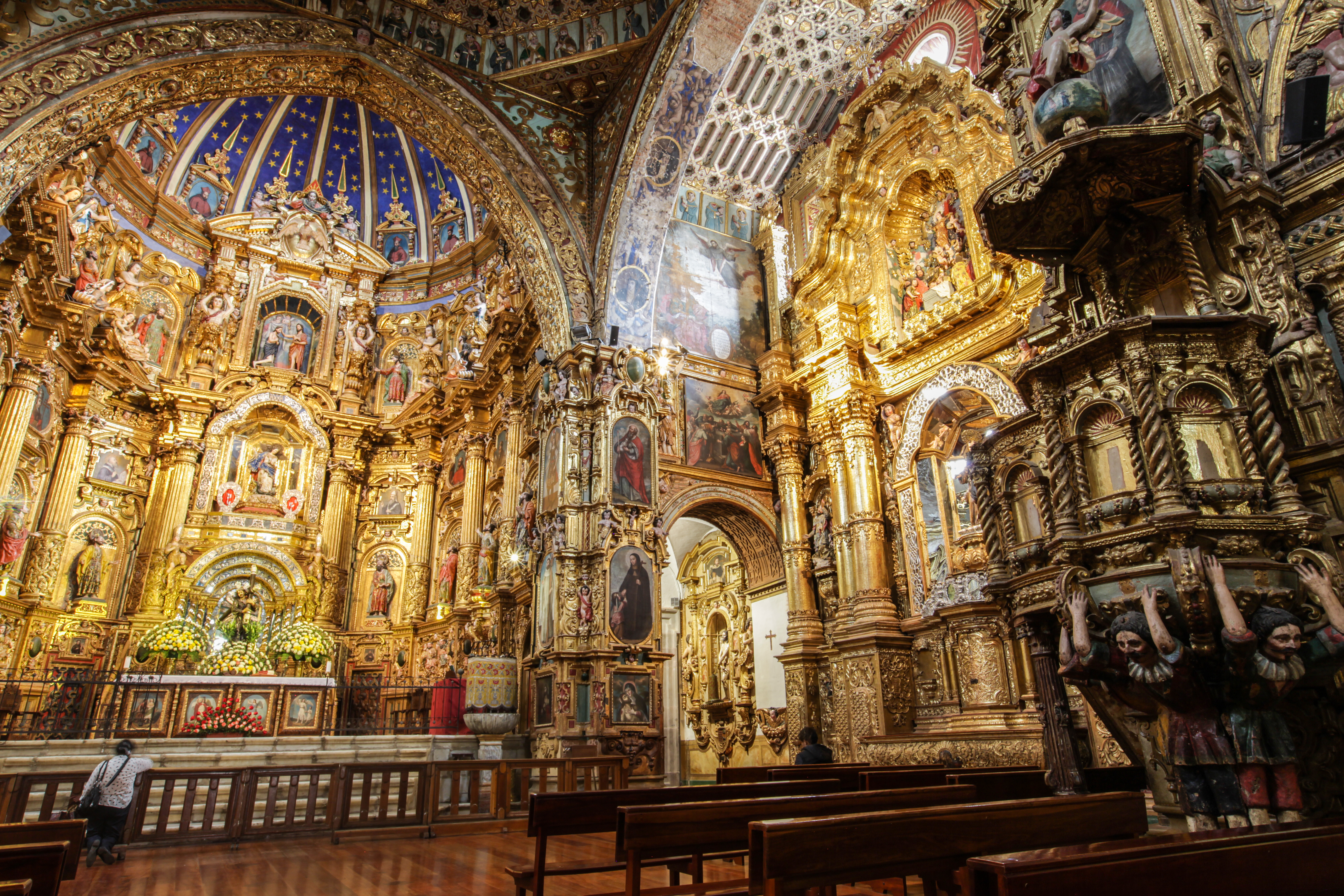
Blick in Chorraum und rechtes Querschiff mit Kanzel (rechts)

Die Fassade der Hauptkirche spiegelt zum ersten Mal in Südamerika manieristische Elemente wider, die später zu einem Bezugspunkt für diesen Stil auf dem restlichen Kontinent wurden. Die strenge Renaissance und das manieristische Äußere des Gebäudes stehen im Kontrast zu den inneren Verzierungen der Kirche, in denen Mudéjar- und Barockelemente das Kirchenschiff, die Kapellen und den Hochaltar in eine exotisch goldene Pracht tauchen. Der Aufbau der Kirche entspricht einer dreischiffigen Basilika in Form eines lateinischen Kreuzes. In ihrem Kirchenschiff und den Gängen enthüllt die Kirche von San Francisco ihre Mudéjar-Kassettendecken, die als die ersten ihrer Art angesehen werden. Im Chor, der ursprünglich aus dem Ende des 16. Jahrhunderts stammt, sind die Mudejar-Details vollständig erhalten, obwohl das Mittelschiff durch ein Erdbeben eingestürzt war und 1770 durch eine barocke Kassettendecke ersetzt wurde. Um das Mittelschiff gibt es acht aufwendig verzierte Altäre in verschiedenen Stilen. Zahlreiche Gemälde von Heiligen aus der Schule von Quito schmücken die Wände. Das geschnitzte Chorgestühl aus Zedernholz ist mit 81 Figuren geschmückt, eine für jeden Sitzplatz.
Auch der reichgeschnitzte vergoldete Hochaltar in der Apsis besteht aus Zedernholz und ist mit zahlreichen farbiggefassten Figuren geschmückt, darunter einige, die als maximaler Ausdruck der Quito-Skulptur bezeichnet werden. Die berühmteste Skulptur der Kirche ist die „Jungfrau von Quito“ im Zentrum des Hochaltares, die als Schutzpatronin der Stadt angesehen wird. Sie wurde im 18. Jahrhundert von Bernardo de Legarda geschaffen.

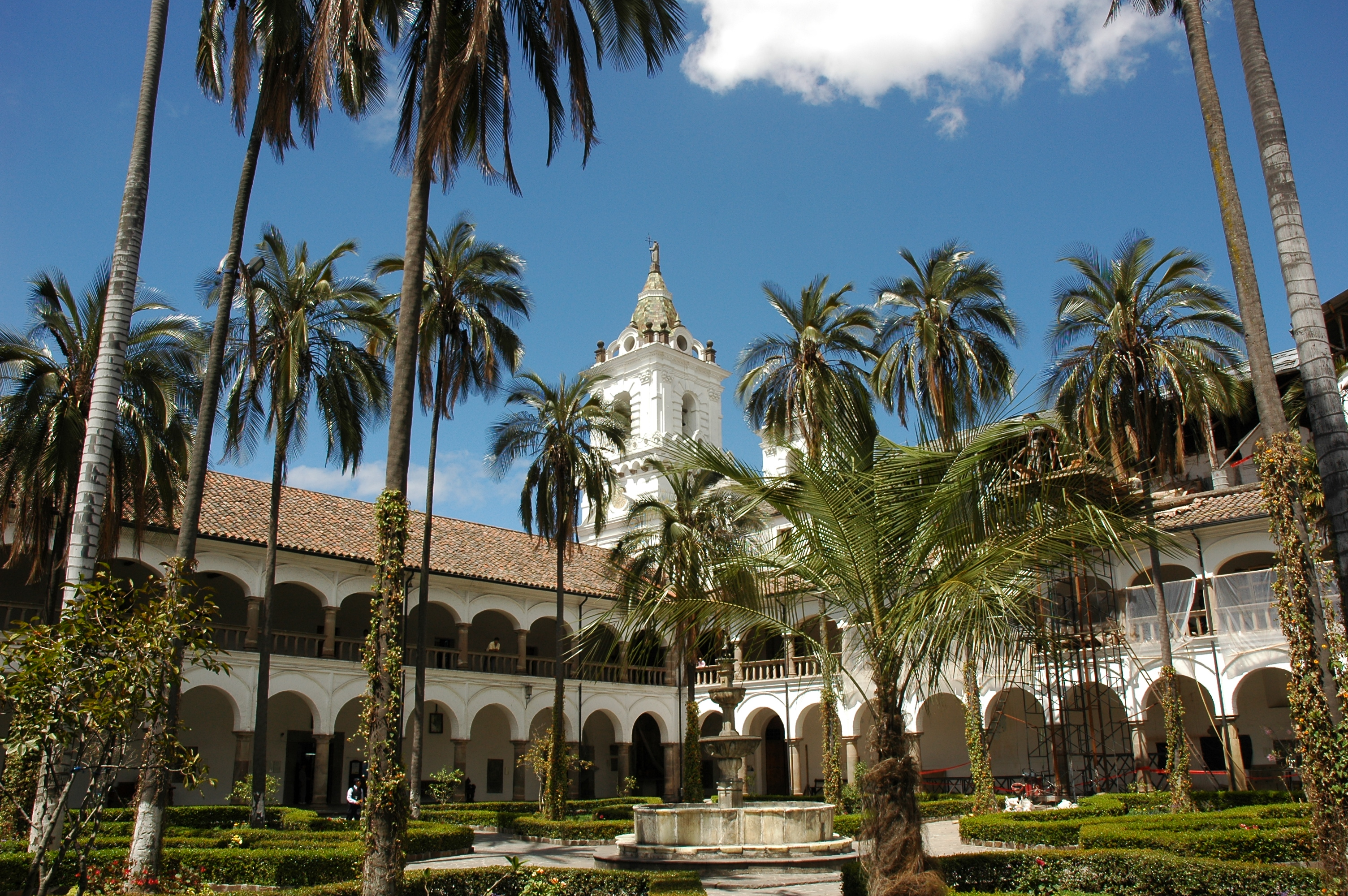
Kreuzgang des Klosters mit Blick auf die Kirchtürme